# Primera División de Chile 2004
Primera División de Chile 2004 var den chilenska högstaligan i fotboll för herrar för säsongen 2004 och bestod av två mästerskap, Torneo Apertura och Torneo Clausura. Universidad de Chile vann Apertura och tog därmed min tolfte titel medan Cobreloa vann Clausura och tog sin åttonde titel.

## Kvalificering för internationella turneringar
Copa Sudamericana 2004
- Två finalsegrare av Liguilla Pre-Copa Sudamericana: Universidad de Concepción och Santiago Wanderers

Copa Libertadores 2005
- Vinnaren av Torneo Apertura: Universidad de Chile
- Vinnaren av Torneo Clausura: Cobreloa
- Vinnaren av den sammanlagda tabellen: Colo-Colo

## Torneo Apertura
De tre bästa lagen i varje grupp gick till slutspel, förutom de två sämsta treorna som fick spela playoff mot de två bästa fyrorna.

### Grupp A
| Plac | Lag              | Poäng | S  | V  | O | F  | GM | IM | MSK |
| ---- | ---------------- | ----- | -- | -- | - | -- | -- | -- | --- |
| 1    | Colo-Colo        | 33    | 17 | 10 | 3 | 4  | 29 | 25 | 4   |
| 2    | Audax Italiano   | 21    | 17 | 5  | 6 | 6  | 31 | 28 | 3   |
| 3    | Unión San Felipe | 17    | 17 | 4  | 5 | 8  | 15 | 27 | -12 |
| 4    | Cobresal         | 6     | 17 | 1  | 3 | 13 | 19 | 40 | -21 |

### Grupp B
| Plac | Lag                       | Poäng | S  | V | O | F  | GM | IM | MSK |
| ---- | ------------------------- | ----- | -- | - | - | -- | -- | -- | --- |
| 1    | Universidad de Concepción | 32    | 17 | 9 | 5 | 3  | 37 | 17 | 20  |
| 2    | Deportes Temuco           | 24    | 17 | 7 | 3 | 7  | 24 | 34 | -10 |
| 3    | Rangers                   | 18    | 17 | 5 | 3 | 9  | 21 | 33 | -12 |
| 4    | Deportes La Serena        | 18    | 17 | 5 | 3 | 9  | 32 | 46 | -14 |
| 5    | Palestino                 | 14    | 17 | 4 | 2 | 11 | 34 | 42 | -8  |

### Grupp C
| Plac | Lag                  | Poäng | S  | V  | O | F  | GM | IM | MSK |
| ---- | -------------------- | ----- | -- | -- | - | -- | -- | -- | --- |
| 1    | Cobreloa             | 37    | 17 | 11 | 4 | 2  | 39 | 19 | 20  |
| 2    | Coquimbo Unido       | 29    | 17 | 9  | 2 | 6  | 39 | 37 | 2   |
| 3    | Unión Española       | 26    | 17 | 7  | 5 | 5  | 35 | 32 | 3   |
| 4    | Everton              | 21    | 17 | 6  | 3 | 8  | 22 | 25 | -3  |
| 5    | Universidad Católica | 19    | 17 | 6  | 1 | 10 | 29 | 29 | 0   |

### Grupp D
| Plac | Lag                   | Poäng | S  | V  | O | F | GM | IM | MSK |
| ---- | --------------------- | ----- | -- | -- | - | - | -- | -- | --- |
| 1    | Santiago Wanderers    | 24    | 17 | 11 | 3 | 3 | 37 | 15 | 22  |
| 2    | Universidad de Chile  | 24    | 17 | 9  | 3 | 5 | 32 | 21 | 11  |
| 3    | Huachipato            | 23    | 17 | 8  | 3 | 6 | 35 | 31 | 4   |
| 4    | Deportes Puerto Montt | 18    | 17 | 5  | 5 | 7 | 27 | 36 | -9  |

|  | Kvalificerade för slutspel |
|  | Kvalificerade för playoff  |

### Slutspel

#### Playoff
Rangers och Unión San Felipe gick vidare till den första omgången i och med högre poäng i grundserien.

#### Inledande omgång
Sex vinnare och de två bästa förlorarna gick vidare till kvartsfinal.

#### Final
| Primera División Vinnare av Torneo Apertura 2004 |
| ------------------------------------------------ |
| Chile                                            |
| Universidad de Chile 12:e titeln                 |

## Torneo Clausura
De tre bästa lagen i varje grupp gick till slutspel, förutom de två sämsta treorna som fick spela playoff mot de två bästa fyrorna.

### Grupp A
| Plac | Lag                | Poäng | S  | V | O | F | GM | IM | MSK |
| ---- | ------------------ | ----- | -- | - | - | - | -- | -- | --- |
| 1    | Audax Italiano     | 26    | 17 | 7 | 5 | 5 | 33 | 24 | 9   |
| 2    | Cobreloa           | 25    | 17 | 6 | 7 | 4 | 37 | 26 | 11  |
| 3    | Unión Española     | 23    | 17 | 6 | 5 | 6 | 24 | 20 | 4   |
| 4    | Deportes La Serena | 16    | 17 | 4 | 4 | 9 | 23 | 38 | -15 |

### Grupp B
| Plac | Lag                   | Poäng | S  | V | O | F  | GM | IM | MSK |
| ---- | --------------------- | ----- | -- | - | - | -- | -- | -- | --- |
| 1    | Coquimbo Unido        | 18    | 17 | 4 | 6 | 7  | 21 | 26 | -5  |
| 2    | San Felipe            | 18    | 17 | 5 | 6 | 6  | 18 | 25 | -7  |
| 3    | Deportes Puerto Montt | 17    | 17 | 5 | 5 | 7  | 16 | 20 | -4  |
| 4    | Santiago Wanderers    | 14    | 17 | 4 | 2 | 11 | 24 | 36 | -12 |

Unión San Felipe och Deportes Puerto Montt fick tre poängs avdrag vardera efter att inte ha betalat lönerna till sina spelare i tid.

### Grupp C
| Plac | Lag                  | Poäng | S  | V | O | F | GM | IM | MSK |
| ---- | -------------------- | ----- | -- | - | - | - | -- | -- | --- |
| 1    | Colo-Colo            | 32    | 17 | 9 | 5 | 3 | 28 | 18 | 10  |
| 2    | Universidad de Chile | 30    | 17 | 9 | 6 | 2 | 27 | 14 | 13  |
| 3    | Deportes Temuco      | 21    | 17 | 4 | 9 | 4 | 34 | 36 | -2  |
| 4    | Palestino            | 21    | 17 | 6 | 3 | 8 | 23 | 28 | -5  |
| 5    | Rangers              | 15    | 17 | 3 | 6 | 8 | 19 | 33 | -14 |

Universidad de Chile fick tre poängs avdrag för att inte ha betalat ut löner till sina spelare i tid.

### Grupp D
| Plac | Lag                       | Poäng | S  | V | O | F | GM | IM | MSK |
| ---- | ------------------------- | ----- | -- | - | - | - | -- | -- | --- |
| 1    | Universidad Católica      | 32    | 17 | 9 | 5 | 3 | 32 | 19 | 13  |
| 2    | Cobresal                  | 28    | 17 | 8 | 4 | 5 | 32 | 26 | 6   |
| 3    | Universidad de Concepción | 28    | 17 | 8 | 4 | 5 | 22 | 16 | 6   |
| 4    | Everton                   | 22    | 17 | 6 | 4 | 7 | 20 | 26 | -6  |
| 5    | Huachipato                | 20    | 17 | 6 | 2 | 9 | 24 | 26 | -2  |

|  | Kvalificerade för slutspel |
|  | Kvalificerade för playoff  |

### Slutspel

#### Playoff
Rangers och Unión San Felipe gick vidare till den första omgången i och med högre poäng i grundserien.

#### Första omgången
Sex vinnare och de två bästa förlorarna gick vidare till kvartsfinal.

#### Final
| Primera División Vinnare av Torneo Clausura 2004 |
| ------------------------------------------------ |
| Chile                                            |
| Cobreloa 8:e titeln                              |

## Liguilla Pre-Copa Sudamericana
Liguilla Pre-Copa Sudamericana spelades mellan alla lag i den högsta divisionen för att avgöra vilka lag som skulle kvalificera sig för Copa Sudamericana 2002. Till slut skulle två lag kvalificera sig, vilket blev Santiago Wanderers och Universidad de Concepción.

## Sammanlagd tabell
Unión San Felipe fick tre poängs avdrag för att ha uteblivit med lönerna i september 2003.
| Pos | Equipo                    | Pts | PJ | G  | E  | P  | GF | GC | DIF |
| --- | ------------------------- | --- | -- | -- | -- | -- | -- | -- | --- |
| 1   | Colo-Colo                 | 65  | 34 | 19 | 8  | 7  | 57 | 43 | 14  |
| 2   | Cobreloa                  | 62  | 34 | 17 | 11 | 6  | 76 | 45 | 31  |
| 3   | Universidad de Concepción | 60  | 34 | 17 | 9  | 8  | 59 | 33 | 26  |
| 4   | Universidad de Chile      | 57  | 34 | 18 | 9  | 7  | 59 | 35 | 24  |
| 5   | Universidad Católica      | 51  | 34 | 15 | 6  | 13 | 61 | 48 | 13  |
| 6   | Santiago Wanderers        | 50  | 34 | 15 | 5  | 14 | 61 | 51 | 10  |
| 7   | Unión Española            | 49  | 34 | 13 | 10 | 11 | 59 | 52 | 7   |
| 8   | Audax Italiano            | 47  | 34 | 12 | 11 | 11 | 64 | 52 | 12  |
| 9   | Huachipato                | 47  | 34 | 14 | 5  | 15 | 59 | 57 | 2   |
| 10  | Coquimbo Unido            | 47  | 34 | 13 | 8  | 13 | 60 | 63 | -3  |
| 11  | Deportes Temuco           | 45  | 34 | 11 | 12 | 11 | 58 | 70 | -12 |
| 12  | Everton                   | 43  | 34 | 12 | 7  | 15 | 42 | 51 | -9  |
| 13  | Puerto Montt              | 37  | 34 | 10 | 10 | 14 | 43 | 56 | -13 |
| 14  | Palestino                 | 35  | 34 | 10 | 5  | 19 | 57 | 70 | -13 |
| 15  | Cobresal                  | 34  | 34 | 9  | 7  | 18 | 51 | 66 | -15 |
| 16  | Deportes La Serena        | 34  | 34 | 9  | 7  | 18 | 55 | 84 | -29 |
| 17  | Rangers                   | 33  | 34 | 8  | 9  | 17 | 40 | 66 | -26 |
| 18  | Unión San Felipe          | 32  | 34 | 9  | 11 | 14 | 33 | 52 | -19 |

Unión San Felipe och Universidad de Chile fick sex poängs avdrag, Puerto Montt fick tre poängs avdrag.
|  | Kvalificerad för Copa Libertadores 2005. |